# Una lunga scala fino al cielo
Una lunga scala fino al cielo è il primo libro della scrittrice inglese Rosemary Altea, tradotto in numerose lingue, in cui dichiara di essere in possesso di presunte doti di medium e veggente.
In esso l'autrice espone la propria biografia, partendo dall'infanzia e raccontando le particolari esperienze personali, che lei ritiene essere medianiche, che avrebbe vissuto. Rosemary Altea si sofferma in particolare sulla figura di Aquila Grigia, il suo presunto "spirito guida", che a suo dire l'avrebbe incoraggiata a riconoscere ed a sviluppare dei supposti poteri medianici.

## Edizioni
- Rosemary Altea, Una lunga scala fino al cielo, Sperling & Kupfer, 1996,  p. 260, ISBN 88-200-2126-9.